# سوگ حل‌نشده
اصطلاح سوگ حل‌نشده (به انگلیسی: Unresolved grief) یا سوگ تأخیری (به انگلیسی: Delayed grief) انواعی از سوگ پس از از دست دادن هستند. منظور از سوگ حل‌نشده هر جنبه‌ای از سوگ است که هنوز حل نشده‌است.

## نمونه‌ها
در یک مطالعه در سال ۱۹۸۷، از ۱۳۵ فرد مبتلا به سرطان، که برای مشاوره روان‌شناسی ارجاع شده بودند، ۷۶٪ از آنها تجربه سوگ و اندوه پیشین را گزارش کردند و ۶۰٪ از بیماران سرطانی هنوز سوگ و اندوه حل‌نشده از دست دادن پیشین را داشتند.